# 571
571 (DLXXI) var ett normalår som började en torsdag i den julianska kalendern.

## Händelser

### Okänt datum
- Monofysiter avslår återigen Konciliet i Chalkedon, och ännu en schism uppstår.

## Födda
- Muhammad ibn Abdullah ibn Abulmottalib ibn Hashim, sista profeten av Islam. Muhammads födelsedag räknas av sunnimuslimer som 12:e dagen i månaden Rabi'-ul-Awwal, den tredje månaden i den muslimska kalendern,[1] vilket blir den 22 april 571. Shiamuslimerna tror det är i gryningen den 17:e i månaden Rabi'-ul-Awwal,[2] beräknat till 27 april 571.
- Li Jing, kinesisk general och kansler av Tangdynastin (död 649)
- Wang Gui, kinesisk kansler av Tangdynastin (död 639)
- Yang Jun

## Avlidna
- Kejsar Kimmei, av Japan
- Gao Yan
- He Shikai